# آهوقلعه
آهوقلعه یک روستا در ایران است که در دهستان هیر واقع شده‌است. آهوقلعه ۱۰۳ نفر جمعیت دارد.